# Cúp bóng đá châu Phi 2012
Cúp bóng đá châu Phi 2012 là Giải vô địch bóng đá châu Phi lần thứ 28, được tổ chức từ 21 tháng 1 đến 12 tháng 2 năm 2012 tại Gabon và Guinea Xích Đạo . Số đội tham dự giải là 54. Vòng chung kết gồm 16 đội: hai đội đồng chủ nhà và 14 đội bóng vượt qua vòng loại. Đây là lần thứ 2 có hai quốc gia đồng đăng cai giải đấu này, lần trước là vào năm 2000 ở Ghana và Nigeria. Zambia lần đầu tiên giành chức vô địch châu lục sau khi vượt qua Bờ Biển Ngà trong trận chung kết ở loạt sút luân lưu với tỉ số 8–7 sau 120 phút thi đấu với không bàn thắng.

## Việc lựa chọn chủ nhà
Việc lựa chọn chủ nhà được quyết định từ trước giải đấu 2010. Xem chi tiết tại: Cúp bóng đá châu Phi 2010.

## Vòng loại
Vòng loại gồm 10 bảng 4 đội và một bảng 5 đội. Các đội đầu bảng và đội nhì bảng 5 đội vào vòng chung kết. Hai suất còn lại là hai đội nhì có thành tích tốt nhất.

### Các đội vượt qua vòng loại

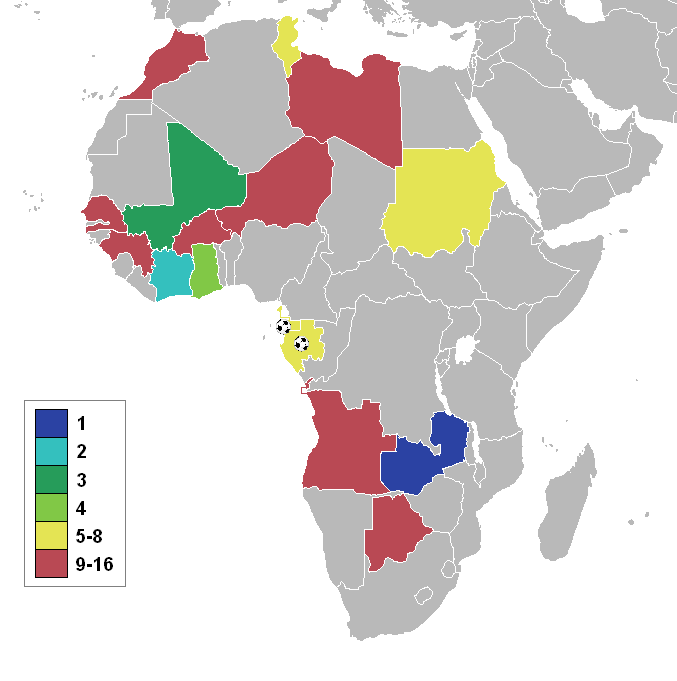
Các quốc gia tham dự vòng chung kết

| Quốc gia        | Tư cách tham dự         | Số lần dự VCK | Thành tích tốt nhất              | Thứ hạng FIFA |
| --------------- | ----------------------- | ------------- | -------------------------------- | ------------- |
| Gabon           | Đồng chủ nhà            | 5             | Tứ kết (1996)                    | 77 (17)       |
| Guinea Xích Đạo | Đồng chủ nhà            | 1             | Lần đầu tiên                     | 151 (42)      |
| Mali            | Nhất bảng A             | 7             | Hạng nhì (1972)                  | 67 (15)       |
| Guinée          | Nhất bảng B             | 10            | Hạng nhì (1976)                  | 79 (18)       |
| Zambia          | Nhất bảng C             | 15            | Hạng nhì (1974, 1994)            | 79 (19)       |
| Maroc           | Nhất bảng D             | 14            | Vô địch (1976)                   | 60 (11)       |
| Sénégal         | Nhất bảng E             | 12            | Hạng nhì (2002)                  | 44 (6)        |
| Burkina Faso    | Nhất bảng F             | 8             | Hạng tư (1998)                   | 62 (13)       |
| Niger           | Nhất bảng G             | 1             | Lần đầu tiên                     | 98 (24)       |
| Bờ Biển Ngà     | Nhất bảng H             | 19            | Vô địch (1992)                   | 16 (1)        |
| Ghana           | Nhất bảng I             | 18            | Vô địch (1963, 1965, 1978, 1982) | 29 (2)        |
| Angola          | Nhất bảng J             | 6             | Tứ kết (2008, 2010)              | 84 (20)       |
| Botswana        | Nhất bảng K             | 1             | Lần đầu tiên                     | 96 (23)       |
| Tunisia         | Nhì bảng K              | 15            | Vô địch (2004)                   | 60 (11)       |
| Libya           | Nhì bảng thành tích cao | 3             | Hạng nhì (1982)                  | 63 (14)       |
| Sudan           | Nhì bảng thành tích cao | 8             | Vô địch (1970)                   | 112 (27)      |

## Địa điểm
Trận khai mạc, một trận bán kết và trận tranh giải ba thi đấu ở Guinea Xích Đạo, trong khi đó trận bán kết còn lại và trận chung kết tổ chức ở Gabon.
| Bata, Guinea Xích Đạo   | Malabo Bata Libreville Franceville | Libreville, Gabon        |
| Sân vận động Bata       | Malabo Bata Libreville Franceville | Sân vận động Angondjé    |
| Sức chứa: 37.500        | Malabo Bata Libreville Franceville | Sức chứa: 40.000         |
|                         | Malabo Bata Libreville Franceville |                          |
| Malabo, Guinea Xích Đạo | Malabo Bata Libreville Franceville | Franceville, Gabon       |
| Sân vận động Malabo     | Malabo Bata Libreville Franceville | Sân vận động Franceville |
| Sức chứa: 15.250        | Malabo Bata Libreville Franceville | Sức chứa: 35.000         |
|                         | Malabo Bata Libreville Franceville |                          |

## Trọng tài
Dưới đây là danh sách các trọng tài điều khiển các trận đấu của Cúp bóng đá châu Phi.
| Trọng tài chính | Trợ lý trọng tài |
| --- | --- |
| Mohamed Benouza Djamel Haimoudi Néant Alioum Noumandiez Doue Gehad Grisha Eric Otogo-Castane Bakary Gassama Hamada Nampiandraza Koman Coulibaly Ali Lemghaifry Rajindraparsad Seechurn Bouchaïb El Ahrach Badara Diatta Eddy Maillet Daniel Bennett Khalid Abdel Rahman Slim Jedidi Janny Sikazwe | Albdelhak Etchiali Jean-Claude Birumushahu Evarist Menkouande Yanoussa Moussa Richard Bouende-Malonga Songuifolo Yeo Angesom Ogbamariam Theophile Vinga Aboubacar Doumbouya Marwa Range Moffat Champiti Balla Diarra Balkrishna Bootun Redouane Achik David Shaanika Peter Edibe Felicien Kabanda Djibril Camara Jason Damoo Zakhele Siwela Bechir Hassani |

## Lễ bốc thăm
Lễ bốc thăm cho vòng chung kết diễn ra ngày 29 tháng 10 năm 2011 tại Trung tâm hội nghị Sipopo ở Malabo, Guinea Xích Đạo. Lễ bốc thăm có sự tham dự của tổng thống hai nước đồng chủ nhà, Ali Bongo của Gabon và Teodoro Obiang Nguema của Guinea Xích Đạo. 16 đội tham dự được chia thành bốn bảng. Hai đội đứng đầu bảng lọt vào tứ kết.
Đồng chủ nhà được mặc định xếp vào nhóm 1. 14 đội bóng còn lại xếp hạng dựa trên thành tích của 3 giải gần đây nhất là 2006, 2008 và 2010 , với cách tính điểm như sau:
| Vòng đấu  | Điểm |
| --------- | ---- |
| Vô địch   | 7    |
| Hạng nhì  | 5    |
| Bán kết   | 3    |
| Tứ kết    | 2    |
| Vòng bảng | 1    |

Giải đấu càng gần thì có trọng số càng cao.
- 2010: điểm nhân 3
- 2008: điểm nhân 2
- 2006: điểm nhân 1

Dựa vào đó các đội được chia vào 4 nhóm, mỗi bảng gồm 4 đội ở 4 nhóm.
| Nhóm 1                                                                              | Nhóm 2                                                                  | Nhóm 3                                                                    | Nhóm 4                                                               |
| ----------------------------------------------------------------------------------- | ----------------------------------------------------------------------- | ------------------------------------------------------------------------- | -------------------------------------------------------------------- |
| Guinea Xích Đạo (bảng A) · Gabon (bảng C) · Ghana (22 điểm) · Bờ Biển Ngà (17 điểm) | Angola (11 điểm) · Tunisia (9 điểm) · Zambia (9 điểm) · Guinée (6 điểm) | Mali (5 điểm) · Sénégal (5 điểm) · Maroc (3 điểm) · Burkina Faso (3 điểm) | Sudan (2 điểm) · Libya (1 điểm) · Botswana (0 điểm) · Niger (0 điểm) |

## Kết quả giải đấu
Thời gian tính theo giờ địa phương (UTC+1)

#### Thể thức xếp hạng
Nếu hai hay nhiều đội cùng điểm với nhau khi kết thúc vòng đấu bảng, các tiêu chí để xếp hạng theo thứ tự như sau:
1. Thành tích đối đầu trực tiếp giữa các đội
2. Hiệu số bàn thắng thua khi đối đầu trực tiếp
3. Bàn thắng ghi được khi đối đầu trực tiếp
4. Hiệu số bàn thắng thua trong bảng đấu
5. Bàn thắng ghi được trong bảng đấu
6. Ban tổ chức bốc thăm

### Bảng A
| Đội             | Pld | W | D | L | GF | GA | GD | Pts |
| --------------- | --- | - | - | - | -- | -- | -- | --- |
| Zambia          | 3   | 2 | 1 | 0 | 5  | 3  | +2 | 7   |
| Guinea Xích Đạo | 3   | 2 | 0 | 1 | 3  | 2  | +1 | 6   |
| Libya           | 3   | 1 | 1 | 1 | 4  | 4  | 0  | 4   |
| Sénégal         | 3   | 0 | 0 | 3 | 3  | 6  | −3 | 0   |

| 21 tháng 1 năm 2012 |     |         |                             |
| Guinea Xích Đạo     | 1–0 | Libya   | Sân vận động Bata, Bata     |
| Sénégal             | 1–2 | Zambia  | Sân vận động Bata, Bata     |
| 25 tháng 1 năm 2012 |     |         |                             |
| Libya               | 2–2 | Zambia  | Sân vận động Bata, Bata     |
| Guinea Xích Đạo     | 2–1 | Sénégal | Sân vận động Bata, Bata     |
| 29 tháng 1 năm 2012 |     |         |                             |
| Guinea Xích Đạo     | 0–1 | Zambia  | Sân vận động Malabo, Malabo |
| Libya               | 2–1 | Sénégal | Sân vận động Bata, Bata     |

### Bảng B
| Đội          | Pld | W | D | L | GF | GA | GD | Pts |
| ------------ | --- | - | - | - | -- | -- | -- | --- |
| Bờ Biển Ngà  | 3   | 3 | 0 | 0 | 5  | 0  | +5 | 9   |
| Sudan        | 3   | 1 | 1 | 1 | 4  | 4  | 0  | 4   |
| Angola       | 3   | 1 | 1 | 1 | 4  | 5  | −1 | 4   |
| Burkina Faso | 3   | 0 | 0 | 3 | 2  | 6  | −4 | 0   |

| 22 tháng 1 năm 2012 |     |              |                             |
| Bờ Biển Ngà         | 1–0 | Sudan        | Sân vận động Malabo, Malabo |
| Burkina Faso        | 1–2 | Angola       | Sân vận động Malabo, Malabo |
| 26 tháng 1 năm 2012 |     |              |                             |
| Sudan               | 2–2 | Angola       | Sân vận động Malabo, Malabo |
| Bờ Biển Ngà         | 2–0 | Burkina Faso | Sân vận động Malabo, Malabo |
| 30 tháng 1 năm 2012 |     |              |                             |
| Sudan               | 2–1 | Burkina Faso | Sân vận động Bata, Bata     |
| Bờ Biển Ngà         | 2–0 | Angola       | Sân vận động Malabo, Malabo |

### Bảng C
| Đội     | Pld | W | D | L | GF | GA | GD | Pts |
| ------- | --- | - | - | - | -- | -- | -- | --- |
| Gabon   | 3   | 3 | 0 | 0 | 6  | 2  | +4 | 9   |
| Tunisia | 3   | 2 | 0 | 1 | 4  | 3  | +1 | 6   |
| Maroc   | 3   | 1 | 0 | 2 | 4  | 5  | −1 | 3   |
| Niger   | 3   | 0 | 0 | 3 | 1  | 5  | −4 | 0   |

| 23 tháng 1 năm 2012 |     |         |                                       |
| Gabon               | 2–0 | Niger   | Sân vận động Angondjé, Libreville     |
| Maroc               | 1–2 | Tunisia | Sân vận động Angondjé, Libreville     |
| 27 tháng 1 năm 2012 |     |         |                                       |
| Niger               | 1–2 | Tunisia | Sân vận động Angondjé, Libreville     |
| Gabon               | 3–2 | Maroc   | Sân vận động Angondjé, Libreville     |
| 31 tháng 1 năm 2012 |     |         |                                       |
| Gabon               | 1–0 | Tunisia | Sân vận động Franceville, Franceville |
| Niger               | 0–1 | Maroc   | Sân vận động Angondjé, Libreville     |

### Bảng D
| Đội      | Pld | W | D | L | GF | GA | GD | Pts |
| -------- | --- | - | - | - | -- | -- | -- | --- |
| Ghana    | 3   | 2 | 1 | 0 | 4  | 1  | +3 | 7   |
| Mali     | 3   | 2 | 0 | 1 | 3  | 3  | 0  | 6   |
| Guinée   | 3   | 1 | 1 | 1 | 7  | 3  | +4 | 4   |
| Botswana | 3   | 0 | 0 | 3 | 2  | 9  | −7 | 0   |

| 24 tháng 1 năm 2012 |     |          |                                       |
| Ghana               | 1–0 | Botswana | Sân vận động Franceville, Franceville |
| Mali                | 1–0 | Guinée   | Sân vận động Franceville, Franceville |
| 28 tháng 1 năm 2012 |     |          |                                       |
| Botswana            | 1–6 | Guinée   | Sân vận động Franceville, Franceville |
| Ghana               | 2–0 | Mali     | Sân vận động Franceville, Franceville |
| 1 tháng 2 năm 2012  |     |          |                                       |
| Botswana            | 1–2 | Mali     | Sân vận động Angondjé, Libreville     |
| Ghana               | 1–1 | Guinée   | Sân vận động Franceville, Franceville |

### Vòng đấu loại trực tiếp
|  | Tứ kết                  | Tứ kết                 |                         |       | Bán kết       | Bán kết       |  |  | Chung kết | Chung kết |
|  |                         |                        |                         |       |               |               |  |  |           |           |
|  | 4 tháng 2 – Bata        |                        |                         |       |               |               |  |  |           |           |
|  |                         |                        |                         |       |               |               |  |  |           |           |
|  | Zambia                  | 3                      |                         |       |               |               |  |  |           |           |
|  | Zambia                  | 3                      | 8 tháng 2 – Bata        |       |               |               |  |  |           |           |
|  | Sudan                   | 0                      |                         |       |               |               |  |  |           |           |
|  | Sudan                   | 0                      | Zambia                  | 1     |               |               |  |  |           |           |
|  | 5 tháng 2 – Franceville |                        | Zambia                  | 1     |               |               |  |  |           |           |
|  |                         | Ghana                  | 0                       |       |               |               |  |  |           |           |
|  | Ghana (h.p.)            | Ghana                  | 0                       | 2     |               |               |  |  |           |           |
|  | Ghana (h.p.)            |                        | 12 tháng 2 – Libreville | 2     |               |               |  |  |           |           |
|  | Tunisia                 | 1                      |                         |       |               |               |  |  |           |           |
|  | Tunisia                 | 1                      | Zambia (ph.đ.)          | 0 (8) |               |               |  |  |           |           |
|  | 5 tháng 2 – Libreville  |                        | Zambia (ph.đ.)          | 0 (8) |               |               |  |  |           |           |
|  |                         | Bờ Biển Ngà            | 0 (7)                   |       |               |               |  |  |           |           |
|  | Gabon                   | Bờ Biển Ngà            | 0 (7)                   | 1 (4) |               |               |  |  |           |           |
|  | Gabon                   | 8 tháng 2 – Libreville |                         | 1 (4) |               |               |  |  |           |           |
|  | Mali (ph.đ.)            | 1 (5)                  |                         |       |               |               |  |  |           |           |
|  | Mali (ph.đ.)            | 1 (5)                  | Mali                    | 0     |               |               |  |  |           |           |
|  | 4 tháng 2 – Malabo      |                        | Mali                    | 0     |               |               |  |  |           |           |
|  |                         | Bờ Biển Ngà            | 1                       |       | Tranh hạng ba | Tranh hạng ba |  |  |           |           |
|  | Bờ Biển Ngà             | Bờ Biển Ngà            | 1                       | 3     | Tranh hạng ba | Tranh hạng ba |  |  |           |           |
|  | Bờ Biển Ngà             |                        | 11 tháng 2 – Malabo     | 3     |               |               |  |  |           |           |
|  | Guinea Xích Đạo         | 0                      |                         |       |               |               |  |  |           |           |
|  | Guinea Xích Đạo         | 0                      | Ghana                   | 0     |               |               |  |  |           |           |
|  |                         |                        |                         |       |               |               |  |  |           |           |
|  | Mali                    | 2                      |                         |       |               |               |  |  |           |           |
|  | Mali                    | 2                      |                         |       |               |               |  |  |           |           |

#### Tứ kết
| Zambia                                    | 3–0      | Sudan |
| ----------------------------------------- | -------- | ----- |
| Sunzu 15' · C. Katongo 66' · Chamanga 86' | Chi tiết |       |

| Bờ Biển Ngà                    | 3–0      | Guinea Xích Đạo |
| ------------------------------ | -------- | --------------- |
| Drogba 35', 69' · Y. Touré 81' | Chi tiết |                 |

| Gabon                                               | 1–1 (s.h.p.) | Mali                                               |
| --------------------------------------------------- | ------------ | -------------------------------------------------- |
| Mouloungui 54'                                      | Chi tiết     | Diabaté 85'                                        |
| Loạt sút luân lưu                                   |              |                                                    |
| Poko · Mbanangoyé · Mouloungui · Aubameyang · Manga | 4–5          | Diabaté · Yatabaré · Kanté · B. Traoré · Se. Keita |

| Ghana                         | 2–1 (s.h.p.) | Tunisia     |
| ----------------------------- | ------------ | ----------- |
| John Mensah 9' · A. Ayew 100' | Chi tiết     | Khelifa 41' |

#### Bán kết
| Zambia     | 1–0      | Ghana |
| ---------- | -------- | ----- |
| Mayuka 78' | Chi tiết |       |

| Mali | 0–1      | Bờ Biển Ngà  |
| ---- | -------- | ------------ |
|      | Chi tiết | Gervinho 45' |

#### Tranh hạng ba
| Ghana | 0–2      | Mali             |
| ----- | -------- | ---------------- |
|       | Chi tiết | Diabaté 23', 80' |

#### Chung kết
| Zambia | 0–0 (s.h.p.) | Bờ Biển Ngà |
| ------ | ------------ | ----------- |
|        | Chi tiết     |             |

|                                                                                          |     | Luân lưu 11m                                                                    |  |
| C. Katongo · Mayuka · Chansa · F. Katongo · Mweene · Sinkala · Chisamba · Kalaba · Sunzu | 8–7 | Tioté · Bony · Bamba · Gradel · Drogba · Tiéné · Ya Konan · K. Touré · Gervinho |  |

| Vô địch Cúp bóng đá châu Phi 2012 Zambia Lần thứ nhất |

## Giải thưởng
- Cầu thủ xuất sắc nhất:  Christopher Katongo
- Vua phá lưới:  Emmanuel Mayuka
- Cầu thủ tiêu biểu nhất:  Jean-Jacques Gosso
- Đội đoạt giải phong cách:  Bờ Biển Ngà[8]

### Đội hình tiêu biểu
| Thủ môn - Kennedy Mweene Hậu vệ - Jean-Jacques Gosso - Stophira Sunzu - John Mensah - Adama Tamboura Tiền vệ - Emmanuel Mayuka - Yaya Touré - Gervinho - Seydou Keita Tiền đạo - Christopher Katongo - Didier Drogba | Đội hình dự bị - Boubacar Barry - Rui - Youssef Msakni - Manucho - Eric Mouloungui - Pierre-Emerick Aubameyang - Sadio Diallo - Cheick Diabaté - Houssine Kharja - Mudather El Tahir - Rainford Kalaba - Kwadwo Asamoah |

## Danh sách cầu thủ ghi bàn
3 bàn
| - Manucho - Didier Drogba - Pierre-Emerick Aubameyang | - Cheick Diabaté - Houssine Kharja | - Christopher Katongo - Emmanuel Mayuka |

2 bàn
| - André Ayew - John Mensah - Abdoul Camara | - Sadio Diallo - Ihaab Boussefi - Ahmed Saad Osman | - Mohamed Ahmed Bashir - Mudather El Tahir - Youssef Msakni |

1 bàn
| - Mateus - Mogakolodi Ngele - Dipsy Selolwane - Issiaka Ouédraogo - Alain Traoré - Wilfried Bony - Emmanuel Eboué - Gervinho - Salomon Kalou - Yaya Touré - Javier Balboa - Kily - Randy | - Daniel Cousin - Bruno Zita Mbanangoyé - Eric Mouloungui - Stéphane N'Guéma - Emmanuel Agyemang-Badu - Asamoah Gyan - Mamadou Bah - Naby Soumah - Ibrahima Traoré - Garra Dembélé - Seydou Keita - Bakaye Traoré | - Younès Belhanda - William N'Gounou - Deme N'Diaye - Dame N'Doye - Moussa Sow - Issam Jemâa - Saber Khelifa - Khaled Korbi - James Chamanga - Rainford Kalaba - Stophira Sunzu |

phản lưới nhà
 Bakary Koné (trong trận gặp  Bờ Biển Ngà)

### Linh vật
Linh vật của giải đấu có tên Gaguie. Đây là một con gorilla mặc quần áo màu xanh lá cây, trắng và xanh nước biển, là màu cờ của hai nước đồng chủ nhà. Linh vật được công bố ngày 16 tháng 9 năm 2011 tại thủ đô Libreville của Gabon.

## Số liệu thống kê thành tích thi đấu
| Vt                  | Đội tuyển       | St | T | H | B | Bt | Bb | Hs | Đ  |
| ------------------- | --------------- | -- | - | - | - | -- | -- | -- | -- |
| 1                   | Zambia          | 6  | 4 | 2 | 0 | 9  | 3  | +6 | 14 |
| 2                   | Bờ Biển Ngà     | 6  | 5 | 1 | 0 | 9  | 0  | +9 | 16 |
| 3                   | Mali            | 6  | 3 | 1 | 2 | 6  | 5  | +1 | 10 |
| 4                   | Ghana           | 6  | 3 | 1 | 2 | 6  | 5  | +1 | 10 |
| Bị loại ở tứ kết    |                 |    |   |   |   |    |    |    |    |
| 5                   | Gabon           | 4  | 3 | 1 | 0 | 7  | 3  | +4 | 10 |
| 6                   | Tunisia         | 4  | 2 | 0 | 2 | 5  | 5  | 0  | 6  |
| 7                   | Guinea Xích Đạo | 4  | 2 | 0 | 2 | 3  | 5  | −2 | 6  |
| 8                   | Sudan           | 4  | 1 | 1 | 2 | 4  | 7  | −3 | 4  |
| Bị loại ở vòng bảng |                 |    |   |   |   |    |    |    |    |
| 9                   | Guinée          | 3  | 1 | 1 | 1 | 7  | 3  | +4 | 4  |
| 10                  | Libya           | 3  | 1 | 1 | 1 | 4  | 4  | 0  | 4  |
| 11                  | Angola          | 3  | 1 | 1 | 1 | 4  | 5  | −1 | 4  |
| 12                  | Maroc           | 3  | 1 | 0 | 2 | 4  | 5  | −1 | 3  |
| 13                  | Sénégal         | 3  | 0 | 0 | 3 | 3  | 6  | −3 | 0  |
| 14                  | Burkina Faso    | 3  | 0 | 0 | 3 | 2  | 6  | −4 | 0  |
| 15                  | Niger           | 3  | 0 | 0 | 3 | 1  | 5  | −4 | 0  |
| 16                  | Botswana        | 3  | 0 | 0 | 3 | 2  | 9  | −7 | 0  |